# Alpinismo giovanile
L'alpinismo giovanile è una delle attività istituzionali del Club Alpino Italiano. Ha lo scopo di promuovere e svolgere le attività del CAI con i bambini e i ragazzi dagli otto ai diciassette anni.

## Storia
Le prime tracce di Alpinismo Giovanile si hanno nella sezione di Roma del CAI, con le prime gite dei bambini e dei ragazzi condotte da Cesare Imperi negli anni dal 1920 al 1925. L'attività andava sotto il nome di "Escursionismo Scolastico del Club Alpino Italiano" (ESCAI). Negli anni del fascismo il governo scioglie l'ESCAI, perché non facesse concorrenza alle attività per i giovani organizzate dal partito (la Gioventù Italiana del littorio e il Gruppo universitari fascisti). 
Nel dopoguerra a Roma l'attività con i ragazzi riprende in via ufficiosa negli anni 1947-1953. Nel 1953 viene ricostituito ufficialmente il gruppo ESCAI, e alla sigla viene dato il significato di "Excelsior Semper Colant Ascendere Juvenes" (i giovani si curino di salire sempre più in alto), riferito sia alla montagna che al percorso umano ed educativo che il CAI si proponeva (e si propone tuttora) di far seguire ai ragazzi. La reggenza del gruppo viene assunta da Carlo Pettenati ("Zio Carlo", come lo chiamavano i bambini), allora vicepresidente della sezione di Roma, che è considerato il creatore dell'Alpinismo Giovanile.
Nel 1954 il CAI forma la Commissione Centrale Alpinismo Giovanile (inizialmente con sede presso la sezione di Roma). Pettenati ne diventa il presidente (lo rimarrà fino al 1973, anno della sua morte). Sempre Pettenati è chiamato nel 1957 a rappresentare il CAI all'UNESCO.
Negli anni successivi altre sezioni in tutta Italia seguono l'esempio di Roma e costituiscono loro gruppi di Alpinismo Giovanile
Nel 1980 viene istituita la figura dell'Accompagnatore di Alpinismo Giovanile (vedi oltre) e si tiene a Verona il primo congresso nazionale (fino a quel momento non esistevano regolamenti nazionali né corsi di formazione). Nel 1987 viene creato un albo degli accompagnatori, e l'anno successivo viene istituita la figura dell'Accompagnatore Nazionale di Alpinismo Giovanile.
Nel 1988 la commissione centrale pubblica il "Progetto Educativo", documento ufficiale del CAI sull'Alpinismo Giovanile, e nel 1990 la circolare sul metodo applicativo, che spiega i principi e le regole da applicare, allo scopo di uniformare l'attività a livello nazionale.

## Descrizione

### Organizzazione e attività
È organizzato con una commissione e una scuola centrale specifica, si rivolge ai giovani con intenti principalmente educativi e didattici, utilizzando l'ambiente montano e naturale in generale, per aiutare i ragazzi nella loro crescita alpinistica e umana.
L'attività di alpinismo giovanile si concretizza nell'organizzazione di escursioni in montagna e corsi specifici per i ragazzi, impostati su vari livelli di difficoltà, attività coi ragazzi nelle scuole, corsi di formazione e aggiornamento per gli accompagnatori e per gli insegnanti delle scuole, con progetti specifici e riconosciuti dal Ministero della Pubblica Istruzione.

### Accompagnatori di alpinismo giovanile
Gli accompagnatori di alpinismo giovanile sono operatori volontari del Club Alpino Italiano, formati all'interno delle commissioni specifiche. Il titolo di accompagnatore del CAI comporta un lungo percorso di formazione e aggiornamento continuo, e comporta la responsabilità della conduzione di gruppi di alpinismo giovanile e l'organizzazione di corsi, gite in montagna e di momenti di aggiornamento specifici.
Gli accompagnatori sono persone esperte e formate soprattutto per quanto riguarda la tecnica alpinistica, l'educazione e la conduzione di gruppi di giovani in ambiente montano. Il loro scopo è quello di formare i giovani, aiutarli nella loro crescita umana e fargli vivere esperienze emozionanti e divertenti, mantenendo sempre il massimo livello di sicurezza.
Gli accompagnatori si suddividono, in base alla loro formazione, in:
- Accompagnatori sezionali di alpinismo giovanile (ASAG) nominato dal presidente della sezione, previo nulla osta dell'OTPO di alpinismo giovanile competente, in seguito all'esito di un apposito corso di formazione. L'accompagnatore sezionale è tenuto ad incrementare la propria preparazione tecnica e culturale e a frequentare le iniziative di aggiornamento.
- Accompagnatori di alpinismo giovanile (AAG). Il titolo di accompagnatore di alpinismo giovanile si consegue a seguito del superamento di specifico corso di formazione e verifica. All'atto della nomina l'accompagnatore tacitamente si impegna ad operare per il potenziamento delle attività giovanili nell'ambito della propria sezione. Si impegna altresì a fornire la propria collaborazione alle sezioni del club alpino italiano, enti ed associazioni territorialmente circonvicini alla sezione di appartenenza. Si impegna altresì a svolgere la propria attività didattica sulla base dei criteri impartiti dalla commissione centrale e a partecipare a quelle manifestazioni ufficiali, iniziative di aggiornamento e convegni promossi dalle commissioni centrale e provinciale, regionale o interregionale. Qualsiasi opera dell'accompagnatore è prestata a titolo gratuito. Egli avrà diritto al rimborso delle spese vive documentate sostenute nello svolgimento della propria attività.
- Accompagnatori nazionali di alpinismo giovanile (ANAG). Il titolo di accompagnatore nazionale di alpinismo giovanile si consegue a seguito del superamento di specifico corso di formazione e verifica. Per gli accompagnatori nazionali resta valido quanto indicato per gli AAG. Essi assumono inoltre l'impegno di presenziare ad eventuali convocazioni, riunioni e corsi di aggiornamento promossi dalla commissione centrale nonché di assumere quegli incarichi che la commissione centrale ritenga opportuno assegnare loro.
- Accompagnatore emerito di alpinismo giovanile. La commissione centrale può conferire la qualifica di emerito a quegli accompagnatori nazionali o regionali che intendono concludere la propria attività diretta dopo almeno quindici anni di attività effettiva.
- Accompagnatore onorario di alpinismo giovanile. La commissione centrale può conferire la qualifica di accompagnatore onorario a quei soci del club alpino italiano i quali, pur senza essere titolati di alpinismo giovanile, abbiano svolto in un settore specifico un significativo livello di attività ed acquisito apprezzabili benemerenze a favore della commissione centrale stessa.